# Гофман, Владимир Иванович
Владимир Иванович Гофман (неизвестно — 30 декабря 1849  [11 января 1850], Муром, Владимирская губерния) — меленковский уездный предводитель дворянства (1836—1838), отставной штабс-капитан, коллежский советник.

## Биография
Служил в 30-м егерском пехотном полку и в 1820 году вышел в отставку в чине штабс-капитана.
5 июня 1823 года В. И. Гофман приобрёл у поручика Павла Васильевича Макарова большой участок земли «в черте г. Мурома за Успенским оврагом». Участок земли был значителен — по лицевой стороне (по современной ул. Войкова) 73 сажени (155.49 метра); в глубину 114 сажени (243 метра) (территория современной ЦРБ); с правой, по линии оврага 123 сажени (262 метра); по задней границе 41 сажень (88 метров). В 1824 году В. И. Гофман обратился к Владимирскому гражданскому губернатору графу Петру Апраксину с просьбой об отводе дополнительного участка земли, необходимого для строительных нужд. Не дождавшись ответа, В. И. Гофман самовольно занял часть городской общественной земли, не поставив в известность местные власти. Муромский уездный суд и городской магистрат направили во Владимирское губернское правление рапорт. 3 января 1829 года В. И. Гофман продал выстроенный в стиле классицизма дом своей супруге Стефаниде Андриановне за 500 рублей ассигнациями. Так называемый «Гофманский сад» на протяжение десятилетий был достопримечательностью Мурома. Обязанности садовника (на 1895 год) исполнял агроном Сонин.
В 1836 году был избран Меленковским уездным предводителем дворянства и пребывал в этой должности до 1838 года.
Скончался 30 декабря 1849 года и был похоронен на кладбище Спасского монастыря в Муроме.

## Семья
- Супруга — Стефанида Андриановна (9.11.1802 — 6.9.1850), дочь секунд-майора и муромского уездного предводителя дворянства Андриана Ивановича Борисова и Екатерины Герасимовны Борисовой; погребена с супругом в Спасском монастыре. Их дети:
- Платон, губернский секретарь. 15 декабря 1852 года по раздельному акту получил деревянный двухэтажный флигель и землю в Муроме в пятом квартале (район современного музея им. И. С. Куликова на ул. Свердлова), которые 23 сентября 1856 года продал муромскому мещанину Николаю Федорову за 100 рублей серебром. Также по разделу 1852 года П. В. Гофман стал владельцем 101 десятины 1020 квадратных сажен земли (147 гектар) с лесом в Судогодском уезде в сельце Ознобишино, и 13 марта 1858 года частично (48 гектар) продал эту собственность муромскому купцу 3 гильдии М. А. Каратыгину за 300 рублей серебром[2].
- Леонид, поручик в отставке (позднее титулярный советник). На 1879 год владел главным усадебным домом в Муроме и в мае того же года открыл в своем доме «кумысолечебное заведение», при котором «имеются лошади матки, пасущиеся на городском выгоне». 5 июля 1896 году Л. В. Гофман вышел в отставку и вскоре скончался. Его супруга Варвара Васильевна Гофман на правах собственника продала имение. 13 марта 1886 года в заседании местной думы слушалось заявление жены титулярного советника В. В. Гофман «о желании продать городу принадлежащий ей в г. Муроме на Напольной улице дом с землей, каменными флигелями и службами». Кроме земли и дома продаже подлежали лес и сад. За все это Гофман получили 6500 рублей[2].
- Екатерина, коллежская секретарша.
- Варвара (1836 — 3.3.1904).
- Вениамин, губернский секретарь. Исполнял обязанности секретаря Муромского отделения государственного банка[2].
- Пётр, коллежский асессор. 7 сентября 1870 года приобрёл за 200 рублей у муромских купцов М. А. Каратыгина и Д. Л. Голубева 40 десятин земли при селе Дедово[2].
- Николай, надворный советник.
- Александр, капитан.